# Erica Flapan
Erica Flapan (née le 14 août 1956 à Kalamazoo (Michigan)) est une mathématicienne américaine, professeur de mathématiques sur la chaire « Lingurn H. Burkhead » à Pomona College.

## Biographie
Elle effectue ses études undergraduate au Hamilton College de New York, où elle obtient son diplôme en 1977,, puis effectue des études graduées à l'université du Wisconsin à Madison, où elle obtient un  Ph.D. en 1983 sous la supervision de Daniel McMillan avec une thèse intitulée « Non-Periodic Knots and Homology Spheres ».
Après des études postdoctorales à l'université Rice et à l'université de Californie à Santa Barbara, elle rejoint la faculté de Pomona en 1986,. Les recherches de Flapan portent sur la topologie en basses dimensions et la théorie des nœuds.

## Publications
Erica Flapan a publié de nombreux articles ; elle est auteur ou éditeur de 4 livres. 
- When Topology Meets Chemistry: A Topological Look at Molecular Chirality, Cambridge University Press et The Mathematical Association of America, coll. « Outlooks », 2000, 256 p. (ISBN 978-0521662543).
- (avec Dorothy Buck) (éditeurs), Applications of Knot Theory, American Mathematical Society, coll. « Proceedings of Symposia in Applied Mathematics » (no 66), 2009, 186 p. (ISBN 978-0-8218-4466-3, présentation en ligne).
- (avec James Pommersheim et Tim Marks), Number Theory: A Lively Introduction with Proofs, Applications, and Stories, John Wiley & Sons, 2010.
- Knots, Molecules, and the Universe: An Introduction to Topology, American Mathematical Society, 2016, 386 p. (ISBN 978-1-4704-2535-7).

## Prix et distinctions
- En 2011, Flapan était l'un des trois lauréats du Deborah and Franklin Tepper Haimo Award for Distinguished College or University Teaching of Mathematics, décerné par la Mathematical Association of America[3],[5].
- En 2012 elle devient fellow de l'American Mathematical Society[6]
- En 2012 également, dans le cadre du bicentenaire du Hamilton College, elle est honorée d'une Hamilton Alumni Achievement Medal[7].
- En 2018, elle reçoit le prix Humphreys de l'Association for Women in Mathematics[8].